# Бенезетт Тауншип (округ Елк, Пенсільванія)
Бенезетт Тауншип (англ. Benezette Township) — селище (англ. township) в США, в окрузі Елк штату Пенсільванія. Населення — 216 осіб (2020).

## Демографія
Згідно з переписом 2010 року, у селищі мешкало 207 осіб у 105 домогосподарствах у складі 63 родин. Було 709 помешкань
Расовий склад населення:
| - 97,1 % — білих - 1,0 % — осіб інших рас |

До двох чи більше рас належало 1,9 %. Частка іспаномовних становила 0,0 % від усіх жителів.
За віковим діапазоном населення розподілялося таким чином: 12,6 % — особи молодші 18 років, 62,8 % — особи у віці 18—64 років, 24,6 % — особи у віці 65 років та старші. Медіана віку мешканця становила 53,1 року. На 100 осіб жіночої статі у селищі припадало 115,6 чоловіків;  на 100 жінок у віці від 18 років та старших — 112,9 чоловіків також старших 18 років.
Середній дохід на одне домашнє господарство  становив 47 776 доларів США (медіана — 41 146), а середній дохід на одну сім'ю — 49 676 доларів (медіана — 41 979). За межею бідності перебувало 14,2 % осіб, у тому числі 0,0 % дітей у віці до 18 років та 24,6 % осіб у віці 65 років та старших.
Цивільне працевлаштоване населення становило 71 особа. Основні галузі зайнятості: виробництво — 22,5 %, освіта, охорона здоров'я та соціальна допомога — 14,1 %, публічна адміністрація — 12,7 %, мистецтво, розваги та відпочинок — 12,7 %.